# Salix schwerinii
Salix schwerinii, верба вузьколиста — вид квіткових рослин із родини вербових (Salicaceae).

## Морфологічна характеристика

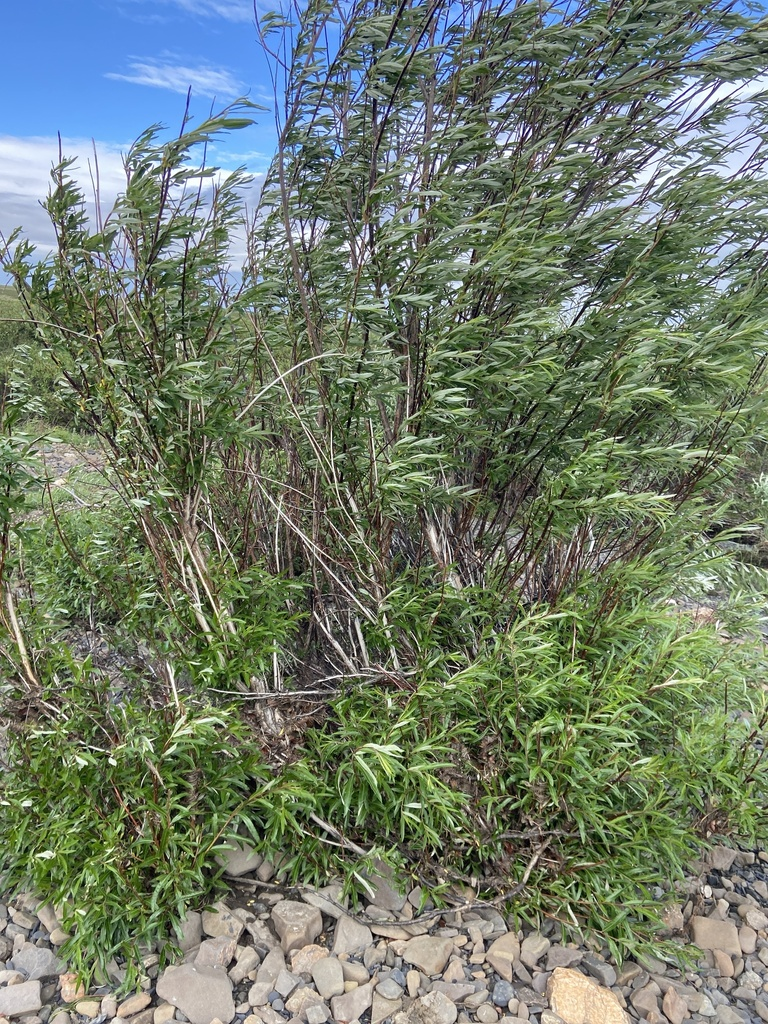

Це невелике дерево чи кущ до 10 метрів заввишки; кора сірувато-зелена. Гілочки голі або запушені, в молодості зазвичай сіро запушені. Листкова ніжка 5–12 мм, шовковисто запушена; листкова пластинка лінійно-ланцетна, 15–20 см, знизу густо-довго шовковисто запушена, сріблясто-блискуча, зверху тьмяно-зелена, гола чи злегка запушена, цільна або злегка хвиляста, іноді загнута, верхівка загострена або гостра. Чоловіча сережка видовжено-яйцеподібна, 2–3 × ≈ 1.5 см, сидяча. Чоловіча квітка: тичинок 2; пиляки золотисто-жовті, стають бурими. Жіноча сережка (2)3–4 см. Жіноча квітка: зав'язь яйцювата чи яйцювато-конічна, густо-шовковисто запушена, сидяча чи майже так. 2n = 38.

## Середовище проживання
Китай [Хебей, Хейлунцзян, Цзілінь, Ляонін, Внутрішня Монголія], Японія, Корея, Монголія, Росія (Далекий Схід, Східний Сибір). Населяє береги річок і струмків; на висотах 300–600 метрів.

## Використання
Рослина збирається з дикої природи для місцевого використання як ліки та джерело матеріалів. Його широко вирощують у Японії, де його вирощують і використовують для виготовлення кошиків та меблів. Вирощується також як декоративна.